# Hans Freudenthal
Hans Freudenthal (Luckenwalde, 17 september 1905 – Utrecht, 13 oktober 1990) was een Duits-Nederlandse wiskundige en pedagoog, die bijdragen leverde aan de topologie en de filosofie, de geschiedenis en de theorie van het wiskundeonderwijs. Hij is de grondlegger van het realistisch rekenen.

## Levensloop
Freudenthal kwam uit een Joods gezin. Zijn vader was godsdienstleraar Jozef Freudenthal en zijn moeder Elsbeth Ehmann. Door zijn Joodse afkomst kon hij gedurende de Tweede Wereldoorlog zijn beroep niet meer uitoefenen, leefde hij min of meer ondergedoken en moest hij in een werkkamp in Havelte aan de nooit gerealiseerde grootste luchthaven van Nederland werken. Hij trouwde op 20 juli 1932 in Amsterdam met Suzanna (Suus) Johanna Catherina Lutter. Het paar kreeg drie zoons (Jedidja (Didi), Matthijs (Thijs) en Thomas) en een dochter (Mirjam).
Freudenthal bezocht het gymnasium in zijn geboorteplaats Luckenwalde, waar hij een brede belangstelling toonde voor zowel exacte onderwerpen als voor taal, literatuur en poëzie. Hij studeerde vanaf 1923 aan de Universiteit van Berlijn, waar hij in februari 1930 bij Heinz Hopf promoveerde op een proefschrift getiteld: "Über die Enden topologischer Räume und Gruppen". In 1927 leerde Freudenthal L.E.J. Brouwer kennen, die in Berlijn colleges gaf. Op diens uitnodiging ging hij in november 1930 naar Amsterdam en werd hij medewerker bij Brouwer en al spoedig lector. Ondertussen studeerde hij enige tijd aan de Sorbonne in Parijs.

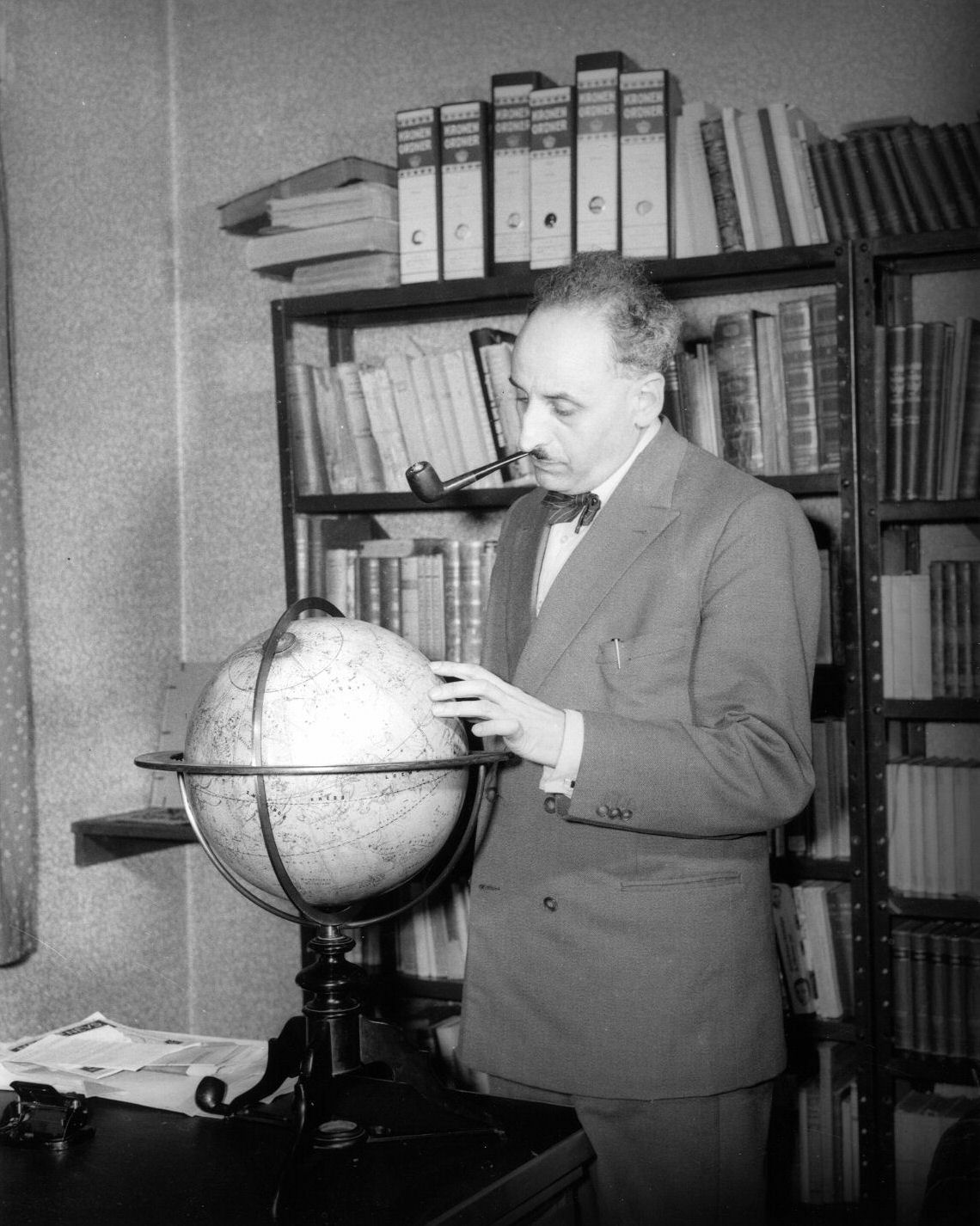
Portret van prof. dr. H. Freudenthal, 1957

In 1937 bewees hij de suspensiestelling van Freudenthal. Spoedig na de oorlog in 1946 werd hij hoogleraar zuivere en toegepaste wiskunde aan de Rijksuniversiteit Utrecht, een leerstoel die hij tot zijn emeritaat in 1975 bekleedde. Later concentreerde Freudenthal zich, mede onder invloed van zijn vrouw - die pedagoge en grondlegster van het jenaplanonderwijs in Nederland was - op wiskundige didactiek. Dat leidde ertoe dat hij in 1971 het Instituut voor de Ontwikkeling van het Wiskunde Onderwijs (IOWO) oprichtte. Dit instituut is een expertisecentrum voor het reken- en wiskundeonderwijs en doet onderzoek naar alle aspecten daarvan. In 1991 werd het omgedoopt in het Freudenthal Instituut. Het doel is het reken- en wiskundeonderwijs op alle niveaus te verbeteren, vooral in het basis-, voortgezet- en beroepsonderwijs.

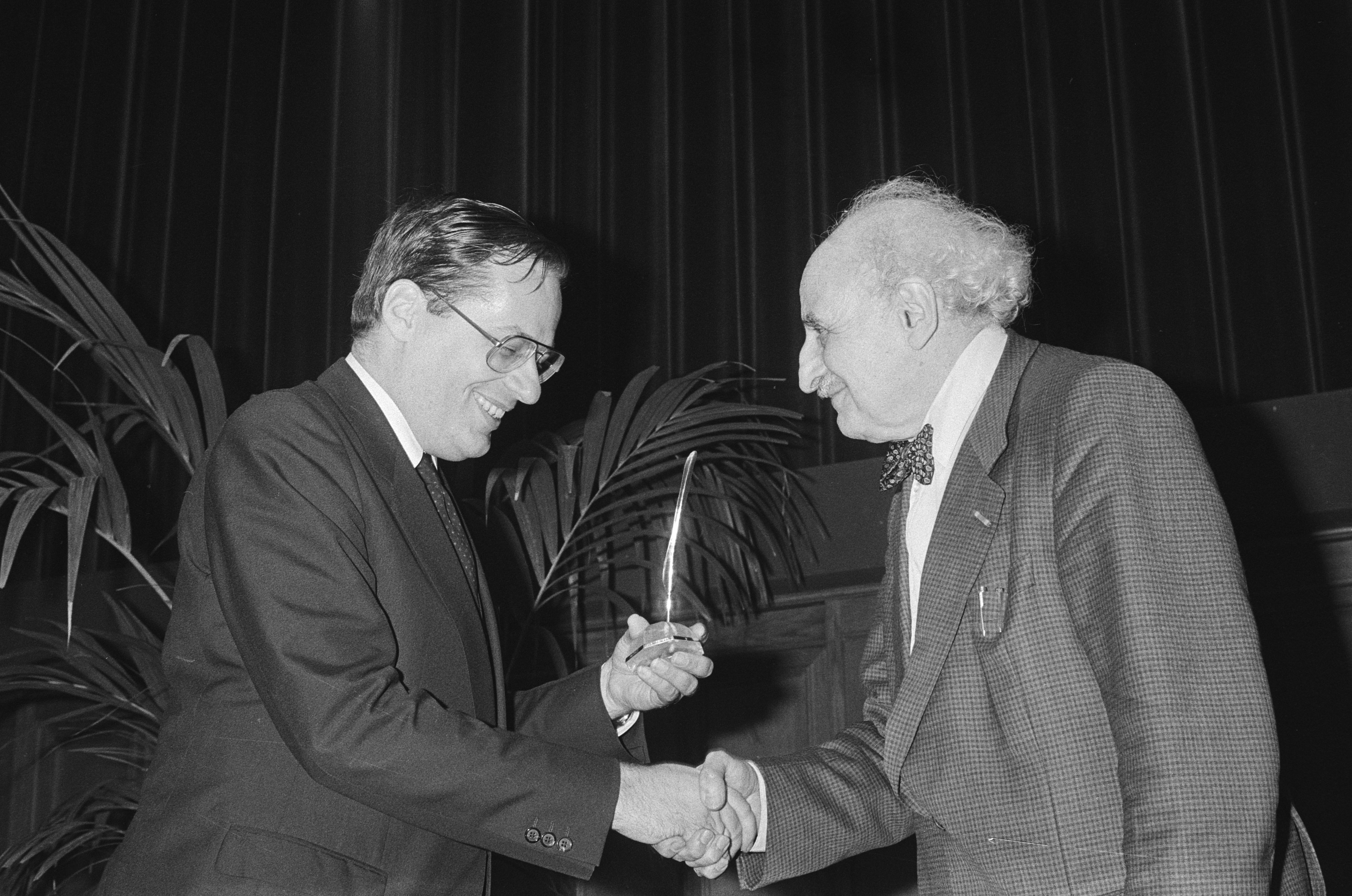
Freudenthal ontvangt Gouden Ganzenveer (1984) uit de hand van Minister Deetman.

Freudenthal had een ruime kennis van onderwerpen, ook buiten de wiskunde. Zo bestudeerde hij onder meer Sanskriet, was een kenner van literatuur en poëzie en ontwikkelde hij een universele taal, Lincos, voor communicatie met mogelijk buitenaardse beschavingen.
In 1951 werd hij benoemd tot lid van de Koninklijke Nederlandse Akademie van Wetenschappen, (KNAW). Hij ontving eredoctoraten van de Humboldt-Universität te Berlijn (1960), de Friedrich-Alexander Universität te Neurenberg (1972), de Vrije Universiteit te Brussel (1974), York University te Toronto (1974) en de Universiteit van Amsterdam (1977). Hij was rector magnificus aan de Universiteit Utrecht in het studiejaar 1963-1964. In 1984 ontving hij de Gouden Ganzenveer.
Hans Freudenthal overleed op 85-jarige leeftijd in de vroege herfst van 1990, zittend op een bankje in het park Oog in Al in de stad Utrecht, waar hij 's morgens altijd wandelde.
Het Hans Freudenthalgebouw (Budapestlaan 6) op het Utrecht Science Park is genoemd naar Freudenthal.

## Werken
Freudental schreef een twintigtal boeken (waarvan enige zijn vertaald) en meer dan honderd artikelen. Een selectie van zijn Nederlandse boeken:
- 5000 jaren internationale wetenschap, Wolters-Noordhoff, 1946.
- T. Ehrenfest-Afanassjewa en H. Freudenthal; Kan het wiskundeonderwijs tot de opvoeding van het denkvermogen bijdragen, Muuses, 1951.
- Inleiding tot het denken van Einstein, Born, 1952.
- Exacte logica, De Erven F. Bohn, 1961.
- Wiskunde in wetenschap en dagelijks leven, De Haan, 1967.
- Didactische fenomenologie van wiskundige grondbegrippen, 1979.
- Appels en peren/wiskunde en psychologie: gebundelde opstellen, 1984.
- Didactische fenomenologie van wiskundige structuren, 1984.
- Schrijf dat op, Hans: knipsels uit een leven, Meulenhoff Informatief, 1987.

Internationale publicaties:
- Mathematics as an educational task, 1973.
- Mathematik als pädagogische Aufgabe, 1973, 1977.
- Weeding and sowing: preface to a science of mathematical education 1978.
- Vorrede zu einer Wissenschaft vom Mathematikunterricht, 1978.
- Méthodes et méthodologie dans les recherches didactiques, 1980.
- Didactical phenomenology of mathematical structures, 1983.
- Revisiting mathematics education: China lectures, 1991.

Onder het pseudoniem V. Sirolf publiceerde hij:
- Viersprong der grote wegen, Gottmer, 1946

## Citaten
- "Ik ben altijd een heel slechte leraar geweest. Wanneer iemand schrijft over onderwijs geven en didactiek, dan heeft hij er blijkbaar diep over na moeten denken. Dat bewijst al dat hij het ambacht niet machtig is. De echte ambachtsman doet het uitstekend zonder er een moment bij na te denken."
  - Freudenthal (1987) in Trouw, geciteerd in: "Wiskundige Freudenthal overleden: Ik ben altijd een heel slechte leraar geweest'". Trouw. Meppel, 20-10-1990.
- "Ik ben misschien wel meer schrijver dan geleerde. Als ik een boek schrijf, of een wiskundig artikel: dat moet af zijn. Ik houd van stijl. Gedichten schreef ik al vrij vroeg. Had ik schrijver kunnen worden? Nee, want daarvoor was ik net te veel wiskundige. Als je zo intensief met wiskunde bezig bent, heb je de tijd niet om iets groters te schrijven. Een paar jaar geleden ben ik zelf weer begonnen in het Duits te dichten. Ik was er verbaasd over hoe me dat lukte."
  - Freudenthal in: Hans Wansink, "'Wat onderwijs werkelijk is, daar heb je heel weinig notie van'," NRC Handelsblad. Rotterdam, 15-11-1988. Geraadpleegd op Delpher op 15-05-2019.